# Bryan Robson
Bryan Robson, pseud. Robbo (ur. 11 stycznia 1957 w Chester-le-Street, hrabstwo Durham, północno-wschodnia Anglia), piłkarz angielski, pomocnik, czołowa postać reprezentacji Anglii i Manchesteru United w latach 80.; przez 12 lat pełnił funkcję kapitana Manchesteru.
Wyróżniał się dużą wolą walki i zaangażowaniem w grę, w opinii kibiców był zawodnikiem, który sam potrafił odmienić losy meczu. Stanowił przywódcę zespołu narodowego, w którym grali tacy gracze, jak Tony Adams, Stuart Pearce, Gary Lineker, Terry Butcher.
Karierę piłkarską rozpoczął w West Bromwich Albion (1974). W 1981 przeszedł do Manchesteru United; zapłacono za jego transfer 1,7 miliona funtów, co było rekordem na owe czasy. Przez 12 lat pełnił funkcję kapitana drużyny. Poprowadził United do trzech zwycięstw w Pucharze Anglii (1983, 1985, 1990), do zdobycia Pucharu Zdobywców Pucharów (1991), wreszcie, już pod koniec występów w tym zespole, do dwóch tytułów mistrza Anglii (1993, 1994). Szczególną rolę odgrywał w najważniejszych meczach – zdobył dwie bramki w powtórzonym finale Pucharu Anglii w 1983 z Brighton, bramkę w finale Pucharu Anglii w 1990 z Crystal Palace, dwie bramki w rewanżu ćwierćfinałowej rywalizacji Pucharu Zdobywców Pucharów w sezonie 1983/1984 (dzięki czemu Manchester wyeliminował słynną Barcelonę, mimo porażki na wyjeździe 0:2). Zapamiętano także m.in. jego bramkę zdobytą strzałem z dystansu w powtórzonym półfinale Pucharu Anglii w 1985 z Liverpoolem. Częste kontuzje nie pozwoliły mu sięgnąć po więcej sukcesów z Manchesterem.
W 1994 37-letni Robson, którego znaczenie w klubie malało w związku z zaawansowanym jak na piłkarza wiekiem, przeszedł do Middlesbrough, gdzie pełnił funkcję grającego menedżera. Wywalczył awans do ekstraklasy angielskiej w 1995, a w 1997 doprowadził drużynę do występu w finałach Pucharu Anglii i Pucharu Ligi (poniósł jednak porażki w obu finałach). Jednocześnie sezon 1997 zakończył się dla Middlesbrough spadkiem z ligi; po rocznym pobycie w niższej klasie rozgrywkowej odzyskał miejsce dla Middlesbrough w ekstraklasie, później utrzymał zespół w lidze i uczynił z niego solidnego ligowego średniaka. W maju 2001 został zastąpiony na stanowisku trenera przez Steve'a McClarena, byłego asystenta trenera Alexa Fergusona w Manchesterze United. Mniej szczęśliwą ręką trenerską Robson wykazał się w kolejnych miejscach pracy – nie zdołał utrzymać w lidze Bradford City (2003–2004) oraz West Bromwich Albion. We wrześniu 2009 roku został selekcjonerem reprezentacji Tajlandii.
Obok występów klubowych miał za sobą bogatą kartę reprezentacyjną. W latach 1980–1992 wystąpił w 90 meczach reprezentacji Anglii, zdobywając 26 bramek. W 65 meczach pełnił funkcję kapitana, nadaną mu przez selekcjonera Bobby'ego Robsona (nie są spokrewnieni). Trzykrotnie brał udział w mistrzostwach świata (1982, 1986 ćwierćfinał, 1990 4. miejsce), ale w wielu meczach turniejów finałowych brakowało go (kontuzje). Pełnił funkcję kapitana w nieudanych dla Anglii finałach mistrzostw Europy 1988 (trzy porażki w grupie), przyczynił się do awansu Anglii do finałów Mistrzostw Europy 1992 (w grupie m.in. z Polską), ale w samym turnieju już nie wystąpił.